# Wudi (Liang)
Pour les articles homonymes, voir Wudi.
Xiao Yan (chinois simplifié : 萧衍 ; chinois traditionnel : 蕭衍 ; pinyin : xiāo yǎn) (464 — 549) , fondateur de la dynastie Liang en Chine, règne de 502 à sa mort en 549 sous le nom de règne Wudi (梁武帝, liáng wǔdì).

## Biographie
C'est un prince appartenant au lignage impérial des Qi du Sud, les Xiao. Xiao Yan, placé comme d'autres membres de son clan à la tête d'une province, celle de Yong qui était dirigée depuis l'importante garnison de Xiangyang située sur la rivière Han, défendant la frontière nord de l'empire (sud du Shaanxi et du Hubei actuels). La cour impériale était passée en 498 sous la coupe de Xiao Baojuan, le « marquis de Donghun », personnage de sinistre réputation qui poursuivit l'épuration du clan impérial et de l'élite politique de l'empire, suscitant la révolte de son frère Xiao Baorong, à qui Xiao Yan apporte un appui décisif avec ses troupes. Victorieux sur le plan militaire, ils pénètrent dans la capitale Jiankang en 501, et l'empereur est assassiné par des membres de la cour qui leur ouvrent la voie. Xiao Baorong devient empereur, mais Xiao Yan qui détient la réalité du pouvoir organise sa destitution un an plus tard, fondant une nouvelle dynastie, sous le nom de Liang,.
La première partie de son règne est une ère de paix et de prospérité, dans la continuité des longues périodes de paix intérieure qu'avaient connu les dynasties méridionales précédentes, certes secouées par des luttes pour le pouvoir mais qui laissèrent en général ses provinces épargnées par les longs conflits et les destructions. Cette période est donc couramment considérée comme l'apogée de la prospérité des dynasties du Sud. 
Wudi accueille à sa cour en 547 le général Hou Jing, qui avait précédemment servi les Wei de l'Est puis fait défection chez les Wei de l'Ouest avant de fuir au Sud. L'alliance entre les Liang et le général du Nord se solde par une lourde défaite contre les Wei de l'Est et un armistice. Hou Jing craignant d'être victime d'une alliance entre Wudi et les Wei de l'Est, il se rebelle en 548 et assiège Jiankang qui tombe l'année suivante. Cette guerre dévastatrice marque la fin de la prospérité de Jiankang et la région du Bas Yangzi, qui subissent de nombreuses destructions, et constitue un tournant dans l'histoire des dynasties méridionales, puisqu'elles voient également la disparition ou la fuite d'une grande partie de ses élites ainsi qu'un basculement du rapport de force militaire en faveur des puissances du Nord. Wudi est capturé par son ennemi en 549 et meurt peu après en prison.
Grand guerrier et homme épris de philosophie, il favorise la création de nombreux monastères bouddhiques (plus de 13 000, dit-on). Sa foi, devenant excessive, le conduit à l'intolérance, et il persécute les communautés taoïstes, qui sont proscrites le 7 mai 504. En 527 pendant trois jours, puis à nouveau en 529 et 547, il abdique pour entrer dans le monastère de Tongtai comme moine.